# Fade (canción)
«Fade» («Transición» en español) es un sencillo de la banda de Nueva York de 1980 Blue Angel para su álbum Blue Angel, el sencillo fue lanzado como promocional solamente en Filipinas.
El sencillo no logró entrar a las listas de ningún país y fue la última oportunidad del álbum para la banda que no logró lo esperado. Es uno de los sencillo en los cuales ha participado Cyndi Lauper más raros. Contaba con el Lado B Everybody's Got an Angel